# Калина, Ноа
Ноа Калина (англ. Noah Kalina; род. 4 июля 1980 года) — фотограф из Нью-Йорка, который получил всемирную известность в 2006 году, в связи с его видео, размещенном в интернете под названием Everyday («Каждый день»).

## Биография
с 11 января 2000 года Ноа Калина взял за правило фотографировать себя каждый день. Ему было тогда 19 лет. На знаменитом видео показаны его фотографии до 31 июля 2006 года, которые представляют собой хронологическую последовательность снимков лица Ноа, показывающую эволюцию его лица во времени на фоне мелькающих декораций, под фортепианную музыку его знакомой Карли Коммандо. На протяжении всего видео, голова Ноа Калина всегда в центре, а лицо — без особого выражения с гипнотическим взглядом. Видео было выложено на интернет-ресурс YouTube 27 августа 2006 (затем размещено на Vimeo).
Ноа Калина продолжает проводить ежедневную съёмку своего лица и планирует не оставлять своё занятие до самой смерти:

Я попросил своих друзей, чтобы кто-то из них сфотографировал меня, когда я умру, с закрытыми глазами. И таким образом закончил бы мой проект последним кадром.

## Статистика
- В январе 2007 года его видео было на 51-м месте по просмотрам на YouTube.
- В феврале 2007 года его видео было 37-м месте по просмотрам на YouTube.
- 25 февраля 2007 года его видео на YouTube было просмотрено почти 5176250 раз.
- 25 декабря 2007 года его видео на YouTube было просмотрено почти 7681592 раз. На YouTube видео заняло: 3 место по количеству письменных замечаний по видео; 5 место по популярности и 5 место в рейтинге избранного видео (всемирный рейтинг, за всё время существования YouTube).

На октябрь 2011 года его видео просмотрели более 21 миллиона человек.
4 сентября 2012 он добавил новое видео «длиной» 12 с половиной лет.
13 января 2020 вышел ролик, охватывающий 20 лет жизни Ноа.

## Отражение в массовой культуре
- В эпизоде 9 девятнадцатого сезона сериала о Симпсонах («Eternal Moonshine of the Simpson Mind»), Гомер, который пытается покончить жизнь самоубийством, видит всю свою жизнь в виде последовательности фотографий, которые представлены в том же ракурсе как у Ноа Калина и под ту же фоновую музыку.
- На видеохостинге Flickr выложены комбинированные фотографии, где Ноа представлен в компании с американскими звёздами шоу-бизнеса, причём отрешённое выражение его лица не меняется.

## Интересные факты
- К Ноа поступило предложение о сотрудничестве от нескольких ученых из США, изучающих процессы старения.[7]